# Hong Hyun-seok
Pour les articles homonymes, voir Hong.
Dans ce nom coréen, le nom de famille, Hong, précède le nom personnel.
Hong Hyun-seok (en coréen : 홍현석), né le 16 juin 1999 à Séoul (Corée du Sud), est un footballeur international sud-coréen qui évolue au poste de milieu offensif au FC Nantes, en prêt du FSV Mayence.

## Biographie

### En club

#### Formation en Corée et prêt en Allemagne
Hyun-seok Hong découvre le football au Sinjeong FC, l'équipe de son école primaire de Sinjeon (Seoul Sinjeong Elementary School), dans l'arrondissement de Yangcheon-gu à Séoul. Il y est rapidement repéré par l'un des clubs phares du pays à savoir l'Ulsan Hyundai et y fera toutes les classes jeunes sans toutefois parvenir à intégrer l'équipe professionnelle.
En janvier 2018, il est prêté au club allemand du SpVgg Unterhaching évoluant en 3.Liga. Il dispute son premier match professionnel le 27 février 2019, en montant au jeu à la place de Lucas Hufnagel à la 84e minute, face au VfR Aalen lors de la 21e journée de championnat.

#### LASK
De 2019 à 2021, il est prêté au FC Juniors OÖ, qui a des liens étroits et fonctionne comme l'équipe réserve du club autrichien du LASK. Il joue son premier match le 19 juillet 2019 lors d'une victoire 5-1 face au SV Hall, comptant pour la Coupe d'Autriche. Le 23 février 2021, il marque son premier but professionnel face au SV Lafnitz en 2.Liga.
Il est ensuite transfére de manière définitive au LASK et dispute son premier match avec l'équipe première le 17 juillet 2021 face au FC Marchfeld en Coupe d'Autriche. Il joue son premier match de Bundesliga autrichienne le 24 juillet 2021 lors d'une victoire 1-0 face au SC Rheindorf Altach. Le 5 août 2021, il dispute sa première compétition européenne face au FK Vojvodina Novi Sad, au troisième tour de qualifications de Ligue Europa Conférence.

#### KAA La Gantoise
En août 2022, il est recruté par La Gantoise pour remplacer Tarik Tissoudali, l'attaquant des Buffalos victime d'une grave blessure au ligament croisé antérieur est en effet écarté des terrains pour une longue durée, devenant par la même occasion le premier Coréen à jouer pour le club. Dès son arrivée en Belgique, Hong est immédiatement intégré à l'équipe première de Gand, inscrivant un but spectaculaire d'un coup de pied retourné, 28 minutes après son entrée en jeu, lors du déplacement au KV Ostende le 12 août 2022, que La Gantoise a remporté 3-1,.

#### FC Nantes
Le 30 juillet 2025, Hong Hyun-seok est prêté avec option d'achat au FC Nantes pour une durée d'un an,,.

### En sélections nationales
Hyun-seok Hong fait partie de l'équipe sud-coréenne lors du tournoi de football des Jeux olympiques de la jeunesse de 2014 à Nankin, en Chine. Il débute les quatre matches, la Corée du Sud atteignant la finale pour la médaille d'or avant de s'incliner 1-2 face au Pérou, obtenant ainsi la médaille d'argent. En 2016, Hong compte neuf apparitions avec l'équipe de Corée du Sud des moins de 17 ans.

## Statistiques

### En club
| Saison                | Club                      | Championnat           | Championnat | Championnat | Championnat | Coupe(s) nationale(s) | Coupe(s) nationale(s) | Coupe(s) nationale(s) | Compétition(s) continentale(s) | Compétition(s) continentale(s) | Compétition(s) continentale(s) | Compétition(s) continentale(s) | Autres compétitions | Autres compétitions | Autres compétitions | Autres compétitions | Corée du Sud | Corée du Sud | Corée du Sud | Total | Total | Total |
| Saison                | Club                      | Division              | M.          | B.          | P.d.        | M.                    | B.                    | P.d.                  | Comp.                          | M.                             | B.                             | P.d.                           | Comp.               | M.                  | B.                  | P.d.                | M.           | B.           | P.d.         | M.    | B.    | P.d.  |
| 2018-2019             | SpVgg Unterhaching (prêt) | 3.Liga                | 7           | 0           | 0           | 3                     | 0                     | 0                     | -                              | -                              | -                              | -                              | -                   | -                   | -                   | -                   | -            | -            | -            | 10    | 0     | 0     |
| 2019-2020             | FC Juniors OÖ (prêt)      | 2.Liga                | 28          | 0           | 5           | 2                     | 0                     | 0                     | -                              | -                              | -                              | -                              | -                   | -                   | -                   | -                   | -            | -            | -            | 30    | 0     | 5     |
| 2020-2021             | FC Juniors OÖ (prêt)      | 2.Liga                | 24          | 2           | 4           | -                     | -                     | -                     | -                              | -                              | -                              | -                              | -                   | -                   | -                   | -                   | -            | -            | -            | 24    | 2     | 4     |
| Sous-total            | Sous-total                | Sous-total            | 52          | 2           | 9           | 2                     | 0                     | 0                     | -                              | -                              | -                              | -                              | -                   | -                   | -                   | -                   | -            | -            | -            | 54    | 2     | 9     |
| 2021-2022             | LASK                      | Bundesliga            | 23          | 0           | 5           | 4                     | 0                     | 1                     | C4                             | 12                             | 1                              | 2                              | BE                  | 1                   | 0                   | 0                   | -            | -            | -            | 40    | 1     | 8     |
| 2022-2023             | LASK                      | Bundesliga            | 3           | 0           | 1           | 1                     | 0                     | 1                     | -                              | -                              | -                              | -                              | -                   | -                   | -                   | -                   | -            | -            | -            | 4     | 0     | 2     |
| Sous-total            | Sous-total                | Sous-total            | 26          | 0           | 6           | 5                     | 0                     | 2                     | -                              | 12                             | 1                              | 2                              | -                   | 1                   | 0                   | 0                   | -            | -            | -            | 44    | 1     | 10    |
| 2022-2023             | KAA La Gantoise           | Division 1A           | 31          | 5           | 6           | 3                     | 2                     | 0                     | C3+C4                          | 2+12                           | 0+1                            | 0+3                            | PO2                 | 6                   | 1                   | 0                   | 2            | 0            | 0            | 56    | 9     | 9     |
| 2023-2024             | KAA La Gantoise           | Division 1A           | 20          | 4           | 4           | 2                     | 1                     | 0                     | C4                             | 11                             | 1                              | 2                              | PO2+BE              | 9+1                 | 1+0                 | 2+0                 | 10           | 0            | 0            | 53    | 7     | 8     |
| 2024-2025             | KAA La Gantoise           | Division 1A           | 3           | 0           | 0           | -                     | -                     | -                     | C4                             | 4                              | 2                              | 3                              | -                   | -                   | -                   | -                   | 1            | 0            | 0            | 8     | 2     | 3     |
| Sous-total            | Sous-total                | Sous-total            | 54          | 9           | 10          | 5                     | 3                     | 0                     | -                              | 29                             | 4                              | 8                              | -                   | 16                  | 2                   | 2                   | 13           | 0            | 0            | 117   | 18    | 20    |
| 2024-2025             | FSV Mayence               | Bundesliga            | 23          | 0           | 1           | 0                     | 0                     | 0                     | -                              | -                              | -                              | -                              | -                   | -                   | -                   | -                   | 2            | 0            | 0            | 25    | 0     | 1     |
| 2025-2026             | FC Nantes                 | Ligue 1               | 1           | 0           | 0           | 0                     | 0                     | 0                     | -                              | -                              | -                              | -                              | -                   | -                   | -                   | -                   | 0            | 0            | 0            | 1     | 0     | 0     |
| Total sur la carrière | Total sur la carrière     | Total sur la carrière | 163         | 11          | 26          | 15                    | 3                     | 2                     | -                              | 41                             | 5                              | 10                             | -                   | 17                  | 2                   | 2                   | 15           | 0            | 0            | 251   | 21    | 40    |

## Palmarès

### En sélections nationales
|  |  | Corée du Sud -17 ans - Jeux olympiques de la jeunesse : - Finaliste : 2014. |  | Corée du Sud olympique - Jeux asiatiques (1) : - Vainqueur : 2023 (en). |